# Владислав Котроманич
Владислав Котроманич (сербохорв. Vladislav Kotromanić / Владислав Котроманић, 1295—1354) — бан Боснии.
Владислав был сыном боснийского бана Стефана I Котроманич и Елизаветы, дочери сербского правителя Стефана Драгутина. В начале XIV века, пользуясь гражданской войной в Венгерском королевстве, Боснию взял под свой контроль «некоронованный король Хорватии» Павел I Шубич, лишив Стефана I власти. В 1312 году он умер, и «господарем всей Боснии» стал его сын Младен II Шубич. Когда в 1314 году умер Стефан I, Елизавета предпочла бежать вместе с детьми в Дубровницкую республику.
У Младена II было много противников как внутри страны, так и за её пределами, и постепенно он пришёл к мысли сделать своим наместником в Боснии сына покойного Стефана I, который был бы более приемлем для боснийской знати, чем Младен. В 1320 году баном Боснии стал Стефан II Котроманич. В 1322 году Младен II был арестован венгерским королём, и Стефан II стал править самовластно. В 1326 году он сделал Владислава своим соправителем.
Владислав был женат на Елене Шубич, дочери Юрая II, который возглавил клан Шубичей после ареста Младена II. Так как они находились друг с другом в родстве третьей степени, этот брак потребовал специального разрешения католической церкви.
В 1353 году, когда скончался Стефан II, Владислав по причине плохого здоровья также отрёкся от престола в пользу своего 15-летнего сына Твртко. В следующем году он скончался.